# Paracanthonchus heterodontus
Paracanthonchus heterodontus is een rondwormensoort uit de familie van de Cyatholaimidae. De wetenschappelijke naam van de soort is voor het eerst geldig gepubliceerd in 1932 door Schulz.